# Joseph Darnand

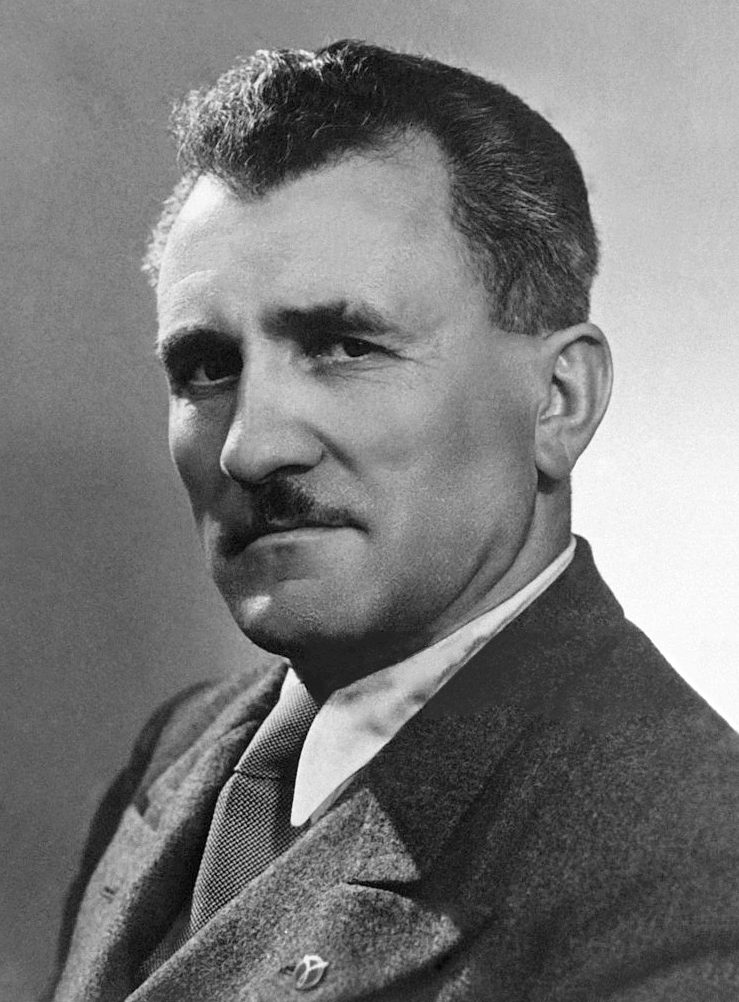
Joseph Darnand (1940)

Aimé-Joseph Darnand (* 19. März 1897 in Coligny, Département Ain; † 10. Oktober 1945 in Châtillon, Département Hauts-de-Seine) war ein französischer Offizier. Während des Vichy-Regimes wurde er 1943 Chef der paramilitärischen Milice française und bekämpfte die Résistance.

## Leben
Joseph Darnand war der Sohn eines Eisenbahnarbeiters und wuchs in bescheidenen, von der katholischen Kirche geprägten Verhältnissen auf. 1913 brach er das Collège in Bourg-en-Bresse vorzeitig ab und kehrte nach Coligny zurück, um eine dreijährige Ausbildung zum Tischler zu absolvieren. Im Verlauf des Ersten Weltkriegs wurde Darnand in die Armee eingezogen und am 8. Januar 1916 dem 35e régiment d’infanterie zugeteilt. Nach dem Krieg arbeitete er anfangs als Zimmermann, später gründete er sein eigenes Transportunternehmen in Nizza. Während der Volksfrontregierung engagierte er sich auf dem rechtsextremen politischen Flügel bei der Action française. Als einige seiner Freunde in der Action française darauf brannten, militante rechtsextreme politische Aktionen durchzuführen, gründeten sie 1935 die terroristische Geheimorganisation, die den Namen Cagoule erhielt und an der sich Darnand beteiligte. Als Freiwilliger nahm er am Zweiten Weltkrieg in der Maginot-Linie teil, kam in Kriegsgefangenschaft und konnte nach Nizza fliehen.
Während der deutschen Besatzung Frankreichs existierte seit Herbst 1940 die Légion française des combattants, die Kriegsveteranenorganisation, zu deren Direktions-Komitee Darnand gehörte. Gemeinsam mit hohen Offizieren der Französischen Armee rekrutierte er im Spätsommer 1941 enttäuschte Kämpfer, die aus Treue zu Marschall Henri Philippe Pétain im Département Alpes-Maritimes eine geheime Militärorganisation unter der Bezeichnung Service d’ordre légionnaire (SOL) gründeten, die bei weiteren italienischen Aggressionen gegen französisches Territorium eingesetzt werden sollte. Bis Ende 1941 entwickelte sie sich zu einer ernstzunehmenden Streitmacht außerhalb der Waffenstillstands-Armee, die als Schutz Frankreichs vor externer und interner Aggression im Januar 1942 den offiziellen Segen des Vichy-Regimes erhielt.
Gegen Ende des Sommers 1942 rekrutierte Darnand daraus Freiwillige für die Légion des volontaires français contre le bolchévisme (LVF) oder Légion anti-bolchévique bzw. Légion tricolore, bei der französische Freiwillige in deutschen Uniformen gegen die Sowjetunion kämpften. Als ihm klar wurde, dass im Januar 1943 Militante der rivalisierenden Kollaborationsparteien Parti populaire français (PPF) und Rassemblement national populaire (RNP) Kampftruppen zur Widerstandsbekämpfung zu formieren suchten, strukturierte Darnand den SOL zur Milice française um.
Ministerpräsident Pierre Laval, der sich angesichts polemischer Auseinandersetzungen mit anderen militanten Kollaborateuren ohne Hausmacht sah, hatte im Dezember 1942 Hitlers Erlaubnis eingeholt, eine Truppe zu seiner persönlichen Verfügung zu bilden. Deshalb betrachtete Laval die Milice als seine persönliche Machtbasis, die von Darnand befehligt wurde, der sich jedoch primär als Gefolgsmann des greisen Marschalls verstand.
Als Chef der Milice française wurde er im Januar 1943 Staatssekretär. Er schloss sich der Waffen-SS an und wurde zum 1. November 1944 zum Sturmbannführer befördert. In der Doppelfunktion als Staatssekretär für Sicherheit und Öffentliche Ordnung und Chef der Milice organisierte er eine Kampagne gegen die Résistance. Sein Neffe Robert Darnand wurde als Mitglied der Résistance ins KZ Neuengamme deportiert. 1944 wurde er als Staatssekretär des Innern Teil der Commission gouvernementale de Sigmaringen, also der Vichy-Exilregierung in Sigmaringen. 
1945 wurde Joseph Darnand in Italien von den Alliierten gefangen genommen und nach Frankreich ausgeliefert, wo er im Gefängnis Fresnes seinen Prozess erwartete. Anklagepunkte waren unter anderem Spionage für den Feind und Eintreten in einen Krieg gegen Frankreich an der Seite einer feindlichen Macht. Seine Leistungen im Ersten Weltkrieg gegen Deutschland, mit denen er argumentierte, halfen ihm nicht. Am 3. Oktober wurde er zum Tode verurteilt. Im Fort de Châtillon wurde er am 10. Oktober erschossen. Seinem einzigen Sohn Philippe Darnand hinterließ er einen von drei Abschiedsbriefen und forderte ihn auf, den Freunden seines Vaters treu zu bleiben. Er wurde auf dem Pariser Cimetière des Batignolles beigesetzt.